# Dorstenia dorstenioides
Espèce
Synonymes
- Craterogyne dorstenioides (Engl.) Lanj.[1]
- Trymatococcus dorstenioides Engl.[1]

Dorstenia dorstenioides (Engler) Hijman et C.C. Berg est une espèce de plantes à fleurs de la famille des Moraceae, endémique du Cameroun.

## Écologie
L'espèce est présente dans la forêt dense de basse altitude, jusqu'à 200 m.

## Distribution
Endémique du Cameroun, relativement rare, l'espèce a été observée sur quatre sites dans la région du Sud, autour d'Ebolowa et Kribi.